# 布朗維爾 (佛羅里達州)
布朗維爾（英語：Brownville）是位於美國佛羅里達州德索托縣的一個非建制地區。該地的面積和人口皆未知。

## 地理
布朗維爾的座標為27°17′54″N 81°49′33″W / 27.29833°N 81.82583°W，而該地的平均海拔高度為13米（即43英尺）。